# Японская трагедия
«Японская трагедия», иной перевод названия — «Трагедия Японии» (яп. 日本の悲劇, нихон-но хигэки; англ. A Japanese Tragedy) — японский чёрно-белый фильм-драма режиссёра Кэйсукэ Киноситы, вышедший на экран в 1953 году. Мрачный портрет послевоенной Японии и история самопожертвования матери. Благодаря мастерскому переплетению художественного повествования с ретроспективными воспоминаниями героини и материалами кинохроники, Кэйсукэ Киносита показывает проницательный отчёт о личных жертвах войны. 
В этой своей работе режиссёр ставит под сомнение единство внутри основной социальной ячейки — семьи — в тяжёлые времена, которые переживала послевоенная Япония. 

## Сюжет
Вдова Харуко работает служанкой в небольшой гостинице в туристическом городке Атами, славящемся своими горячими источниками. У неё единственная жизненная цель — поставить на ноги и дать образование 17-летнему сыну Сэйити, и дай бог бы, удачно выдать замуж 19-летнюю дочь Утако.
Харуко, тёмная женщина, одна, своими силами воспитывала детей и дала им возможность учиться. Для этого ей приходилось спекулировать на чёрном рынке, работать горничной в курортной гостинице и, наконец, продавать своё тело. Она делала всё это для своих детей, не ожидая никакого  вознаграждения. Но дети смотрят на вещи по-своему. Они стыдятся поступков матери, её темноты, холодно относятся к ней. Они не хотят видеть даже её материнской любви.
Дочь — Утако не пожелала расстаться со своими сбережениями в 40 тысяч иен, когда потребовалось выручить мать из отчаянного положения. Неприятность, случившаяся с Утако, когда она училась в женской гимназии, заставила её возненавидеть людей, она утратила человеческие чувства, кроме непомерно развитого самомнения. В результате Утако убегает в неизвестном направлении с влюблённым в неё учителем английского языка, который намного старше её.
Сын — Сэйити ещё более жесток. «К нам мать не имеет никакого отношения. Она живёт в другом мире. Бывают же такие женщины… Всё может быть в нашем мире…» — говорит он. И покидает мать, вступая в богатый дом приёмным сыном.
Однажды Харуко осознаёт, что её дети не любят её, не уважают её жертвы. Она полностью разрушена и опустошена, осмыслив крушение своих иллюзий, Харуко бросается под поезд.

## В ролях
- Юко Мотидзуки — Харуко Иноуэ
- Ёко Кацураги — Утако, дочь Харуко
- Масами Таура — Сэйити, сын Харуко
- Кэйдзи Сада — Тацуя, уличный музыкант
- Тэйдзи Такахаси — Сато, повар в гостинице
- Кэйко Авадзи — Вакамару, гейша
- Кэн Уэхара — Масаюки Акадзава, учитель английского
- Санаэ Такасуги — госпожа Акадзава, его жена
- Синъити Химори — Итидзо, шурин Харуко
- Таниэ Китабаяси — жена Итидзо
- Фудзио Суга — Фудзита
- Кёко Энами — Ёко Мусумэ
- Ёсиро Кусакари — Кацуо
- Дзюн Татара — неизвестный
- Эйдзиро Янаги — Ивами

## Премьеры
- — национальная премьера фильма состоялась 17 июня 1953 года[1].
- — европейская премьера прошла в Стокгольме 8 октября 1970 года[2].
- — впервые показан на американском континенте 30 мая 1979 года в Нью-Йорке[2].

## Награды и номинации
Кинопремия «Майнити»
- 8-я церемония вручения премии (1954)[3]

Выиграны:
- Премия за лучший сценарий — Кэйсукэ Киносита (ex aequo — «Любовное письмо», реж. Кинуё Танака и «Искренность», реж. Масаки Кобаяси).
- Премия лучшей актрисе 1953 года — Юко Мотидзуки.

Кинопремия «Голубая лента»
- 4-я церемония награждения (за 1953 год)

Выиграны:
- Премия за лучший сценарий — Кэйсукэ Киносита (ex aequo — «Любовное письмо», реж. Кинуё Танака и «Искренность», реж. Масаки Кобаяси).

Кинопремия «Кинэма Дзюмпо» (1952)
Номинация:
- за лучший фильм 1951 года, однако по результатам голосования кинолента заняла 6 место.